# Chatka Turystyczna „Poganka”
Chatka Turystyczna „Poganka” – schron turystyczny (kwalifikowany także jako chatka studencka), położony na północ od wsi Grobla (powiat jaworski) na Pogórzu Kaczawskim.

## Warunki pobytu
Obiekt jest własnością gminy Paszowice. Korzystanie z niego odbywa się w uzgodnieniu z sołtysem Grobli. Chatka posiada 25 miejsc noclegowych. Nie jest zelektryfikowana oraz nie została do niej doprowadzona bieżąca woda (istnieje możliwość czerpania w pobliskim strumieniu). Obok chatki znajduje się pole namiotowe.

## Szlaki turystyczne
W Grobli znajduje się zwornik szlaków:
- Szlak Krawędziowy (Brzeźny): Bolków - Swarna (389 m n.p.m.) - Kwietniki - Grobla - Radogost (392 m n.p.m.) - Myślibórz - Górzec (445 m n.p.m.) - Bogaczów - Jaworska Góra (403 m n.p.m.) - Stanisławów - Leszczyna - Złotoryja
- Grobla - Wąwóz Siedmicki - Muchów